# Brunbräken
Brunbräken (Asplenium adulterinum) är en växt som räknas som ormbunksväxt. 
Arten förekommer i Nordeuropa, Centraleuropa, Polen och på Balkanhalvön. Den växer i kulliga områden och i bergstrakter mellan 300 och 1900 meter över havet. Brunbräken hittas ofta i bergssprickor som ligger i skuggan.
Beståndet hotas av gruvdrift, av luftföroreningar och av skogsbruk. IUCN listar arten som sårbar (VU).